# Jean-Paul Couvert
Pour les articles homonymes, voir Couvert.
Jean-Paul Couvert, né en 1958 à Corbion (province de Luxembourg), est un peintre, sculpteur, poète, auteur de bande dessinée et enseignant belge francophone.

## Biographie
Jean-Paul Couvert naît en 1958 à Corbion,. Il est fils et petit-fils de producteurs de tabac de la Semois. Il étudie à l'institut Jonfosse à Liège, où il effectue un régendat en arts plastiques et d'où il sort diplômé en 1978. Il poursuit sa formation artistique à l'Académie royale des beaux-arts de Liège. Il reçoit le prix de peinture Marie Howet en 1983. Il voyage en Afrique du Nord, au Moyen-Orient, en Inde, au Cachemire, et au Tibet. Il est passionné de philosophie tibétaine.

### Comme sculpteur
À l'initiative de la Province de Luxembourg, il réalise pour la ville de Bouillon, la sculpture Esprit de Semois qui représente le cours de la Semois, évidé dans la pierre, en 2007. La sculpture se trouve près du pont de Cordemois.
En 2010, il représente une hache géante en schiste ardoisier, pour symboliser la forêt chère à Paul Verlaine sur la place de Paliseul. En doré, des feuilles de frêne scintillent — Le frêne étant autrefois le bois sélectionné, pour fabriquer les manches d’outil —. La lettre H évoque l’humanité. Au pied, les vers de Verlaine : « Au pays de mon père… (Amour, 1888) ».
En 2011, il réalise une stèle en schiste en mémoire de l'halthérophile Serge Reding,, installée au cœur du parc du Vivy à Herbeumont.
Il travaille tant le bois, la pierre et l'ardoise de la région. Plutôt abstraite et contemplative,, son œuvre plastique s'approche d'une pratique de la trace et du signe.

### En poésie
En 2020, son recueil de poèmes Eau promise obtient le prix Charles Péguy. Il dit marquer un profond intérêt pour l’œuvre poétique de Yves Bonnefoy, Jorge Luis Borges et Saint-John Perse. Il retient Gaston Bachelard, Gilbert Durand, Mircea Eliade et Carl Gustav Jung pour l'ouverture d'esprit de leur pensée.

### Autres activités
Comme enseignant, il est professeur d'arts plastiques et d'histoire de l'art. Il enseigne notamment à Libramont. Il est également conférencier,. En 2024, il fait son entrée comme académicien au sein de l'académie luxembourgeoise, une ASBL.

### Producteur de tabac
Il est un des derniers tabaculteurs de la Semois,,, et annonce en 2025 prendre sa retraite,.

### Vie privée
Il demeure à Sensenruth en 2019.

## Œuvre

### Illustrations
- Marinette Marchal ; encres de Jean-Paul Couvert, La Semois retroussée : intervalles entre rives et forêt, Édition de la Petite Boussole, Marche-en-Famenne, 2012 (OCLC 1400449507).

### Albums de bande dessinée
- Itinéraire d'un cartographe, Éole, La Roche-en-Ardenne, 1998
Scénario et dessin : Jean-Paul Couvert - Couleurs : quadrichromie -  (ISBN 2-87186-023-8)

### Expositions

#### Expositions individuelles
- 2014 : espace mediArt[25] avec Armand Strainchamps, Luxembourg.
- 2016 : Écotone/Printemps 2016 avec Charles-Henry Sommelette et Yvette Goncette, Centre d'Art Contemporain Luxembourg Belge (CACLB), site de Montauban-Buzenol[14].
- 2023 : peintures et sculptures de Jean-Paul Couvert, Centre d’Interprétation d’Art de l’École de Vresse[7], à Vresse-sur-Semois.
- Ouvraisons[26] avec Jacques V. Lemaire, Espace Beau Site, Arlon du 24 février au 24 mars 2024

#### Expositions collectives
- 1985 : musée d'Art moderne et d'Art contemporain (MAMAC), Parc de la Boverie, avec Art Actuel[4], Liège ;
- 2012 : Déclinaisons lapidaires[4] avec Anne-Marie Klenes, Leo Kornbrust (de), Bertrand Ney, Paul Schneider, au musée archéologique d'Arlon.

### Installations
- 1991 : stèle Hommage à Saint-John Perse[4], acquise par la Banque nationale de Bruxelles ;
- 2007 : sculpture monumentale Esprit de Semois[4] pour la ville de Bouillon (à l’initiative de la Province du Luxembourg) ;
- 2008 : stèle Hommage à Madeleine Oseray[4], Bouillon ;
- 2010 : sculpture monumentale sous forme d’une hache dans l'épaisseur de laquelle est découpée la lettre H[4], Paliseul ;
- 2011 : sculpture monumentale en mémoire à Serge Reding[4],[12], Parc d’Herbeumont.

### Conférences
- La Dame à la licorne - Une métaphysique de l'être à travers six tapisseries du XVe siècle[27] dans le cadre de l'exposition Cœur vaillant, CACLB, 2022.

## Prix et récompenses
- 1983 : prix de peinture Marie Howet[15] ;
- 2020 :  Prix Charles Péguy : Jean-Paul Couvert (Corbion, Belgique) pour Eau Promise, ex-aequo avec Marie-José Pascal (12-La Loupe) pour Le Chant des Funambules, décerné par la Société des poètes français[7],[16],[28].

#### Livres
: document utilisé comme source pour la rédaction de cet article.
- Jean Pirotte (dir.) et Luc Courtois, Du régional à l'universel. : L'imaginaire wallon dans la bande dessinée., Louvain-la-Neuve, Fondation wallonne Pierre-Marie et Jean-François Humblet, 1999, 310 p. (ISBN 978-2-9600072-3-7 et 2960007239, OCLC 1075833932), p. 213.  lire sur Google Livres

### Émissions de télévision
- Arlon : Christiane Gillardin et Jean-Paul Couvert exposent au Beau Site reportage de N. Urbain et G. Lecoyer du 9 décembre 2019 sur TV Lux (2 min 30 s).

- Jean-Paul Couvert expose son travail à Vresse-sur-Semois, émission L'invité présentée par Fiorine Guéry du 3 avril 2023 sur Matélé (6 min 35 s).

- Le tabac de la Semois reconnu mais la fabrication n'est pas sauvée pour autant reportage de Christelle Collin du 22 janvier 2025 sur TV Lux (2 min 35 s).

### Podcasts
- L’en vert des corps (3) émission Labo sur Radio télévision suisse le 13 mai 2011 (56 min 33 s)